# Folsomia hodgei
Folsomia hodgei är en urinsektsart som beskrevs av Maynard. 1951. Folsomia hodgei ingår i släktet Folsomia och familjen Isotomidae. Inga underarter finns listade i Catalogue of Life.